# 12366 Luisapla
12366 Luisapla eller 1994 CD8 är en asteroid i huvudbältet som upptäcktes den 8 februari 1994 av den venezolanske astronomen Orlando A. Naranjo vid Observatorio Astronómico Nacional de Llano del Hato. Den är uppkallad efter läraren Luisa Pla.